# Bassaniodes socotrensis
Bassaniodes socotrensis là một loài nhện trong họ Thomisidae.
Loài này thuộc chi Bassaniodes. Bassaniodes socotrensis được Mary Agard Pocock miêu tả năm 1903.